# Абруньєйра
Абруньєйра (порт. Abrunheira) — район (фрегезія) в Португалії, входить в округ Коїмбра. Є складовою частиною муніципалітету Монтемор-у-Велью. Знаходиться в складі великої міської агломерації Велика Коїмбра. За старим адміністративним поділом входив в провінцію Бейра-Літорал. Входить в економіко-статистичний субрегіон Байша-Мондегу, який входить в Центральний регіон. Населення становить 735 людей на 2001 рік. Займає площу 11,64 км².
| Португалія | Це незавершена стаття з географії Португалії. Ви можете допомогти проєкту, виправивши або дописавши її. |